# John J. Pershing
Đại thống tướng John Joseph Pershing (13 tháng 9 năm 1860 - ngày 15 tháng 7 năm 1948) là một sĩ quan cao cấp của Lục quân Hoa Kỳ. Chức vụ nổi tiếng nhất của ông là khi ông làm chỉ huy lực lượng viễn chinh Mỹ (AEF) trên mặt trận phía Tây trong Thế chiến I, 1917-18.
Tướng Pershing bác bỏ các yêu cầu của Anh và Pháp cho phép các lực lượng Hoa Kỳ được hòa nhập với quân đội của họ và nhấn mạnh rằng AEF sẽ hoạt động như một đơn vị duy nhất dưới sự chỉ huy của ông, mặc dù một số sư đoàn Mỹ đã chiến đấu dưới sự chỉ huy của Anh và ông cũng cho phép các đơn vị toàn da màu tích hợp với lục quân Pháp.
Lực lượng Mỹ lần đầu tiên đã chứng kiến trận chiến khốc liệt tại Cantigny, Chateau-Thierry, Belleau Wood, và Soissons. Để đẩy nhanh sự xuất hiện của những lính bộ binh, họ tiến đến nước Pháp để lại thiết bị nặng đằng sau, sử dụng xe tăng của Anh và Pháp, pháo binh, máy bay và các loại đạn dược khác. Tháng 9 năm 1918 tại St. Mihiel, Quân đội Đầu tiên trực thuộc chỉ huy của Pershing; nó lấn át sự nổi bật - sự lấn chiếm vào lãnh thổ Đồng minh - rằng quân đội Đức đã nắm giữ trong ba năm. Đối với cuộc tấn công Meuse-Argonne, Pershing chuyển khoảng 600.000 binh lính Mỹ sang các khu rừng được bảo vệ nghiêm ngặt của Argonne, giữ các sư đoàn của mình tham chiến trong 47 ngày cùng với người Pháp. Cuộc tấn công gây tranh cãi trong hàng trăm năm liên minh, mà chiến dịch Argonne là một phần, đã góp phần vào việc Đức kêu gọi đình chiến. Pershing cho rằng chiến tranh nên tiếp tục và toàn bộ nước Đức phải bị chiếm đóng trong một nỗ lực nhằm phá hủy triệt để chính quyền quân sự Đức.
Pershing là người Mỹ duy nhất được thăng cấp trong cuộc đời của mình tới quân hàm Đại thống tướng, cấp cao nhất có thể trong Lục quân Hoa Kỳ. Được phép chọn huy hiệu riêng, Pershing đã chọn bốn ngôi sao vàng để phân biệt mình từ những viên chức giữ chức Tướng, được biểu thị bằng bốn ngôi sao bạc. Sau khi thiết lập tướng năm sao trong Thế chiến thứ II, quân hàm Đại thống tướng của ông có thể được coi không chính thức là là tướng sáu sao, nhưng ông đã chết trước khi huy hiệu đề xuất có thể được xem xét và hành động bởi Quốc hội Hoa Kỳ.
Một số chiến thuật của ông đã bị chỉ trích bởi cả các chỉ huy khác vào thời đó và bởi các sử gia hiện đại. Sự phụ thuộc vào các vụ tấn công tiền tuyến tốn kém, rất lâu sau khi các đội quân Đồng Minh khác đã từ bỏ các chiến thuật như vậy, đã bị đổ lỗi cho việc gây ra thương vong ở Mỹ cao không cần thiết. Ngoài việc dẫn đầu nhóm A.E.F. chiến thắng trong Chiến tranh thế giới lần thứ I, Pershing nổi tiếng đã phục vụ như một người cố vấn cho nhiều người trong thế hệ các tướng lĩnh lãnh đạo Quân đội Hoa Kỳ trong Thế chiến II, bao gồm George Marshall, Dwight D. Eisenhower, Omar Bradley, Lesley J. McNair, George S. Patton, và Douglas MacArthur.

## Tiểu sử
Pershing sinh ra ở một trang trại gần Laclede, Missouri, để kinh doanh John Fletcher Pershing và người nội trợ Ann Elizabeth Thompson. Ông nội của Pershing, Frederick Pershing, tên ban đầu là Pfersching, di cư từ Alsace, rời Amsterdam trên con tàu Jacob, và đến Philadelphia vào ngày 2 tháng 10 năm 1749. Mẹ của Pershing là gốc Anh. Ông cũng có năm anh chị em: anh em James F. (1862-1933) và Ward (1874-1909), và chị Mary Elizabeth (1864-1928), Anna May (1867-1955) và Grace (1867-1903); ba đứa trẻ khác đã chết ở tuổi thơ ấu
Khi cuộc nội chiến bắt đầu, cha ông đã ủng hộ Liên minh và là một người lính gác cho Tiểu Đoàn Tình Nguyện Missouri lần thứ 18. Pershing đã theo học một trường học ở Laclede dành cho những học sinh có tài năng sớm, cũng là con của những công dân nổi tiếng. Tốt nghiệp trung học năm 1878, anh trở thành giáo viên của những đứa trẻ người Mỹ gốc Phi.
Trong khi theo đuổi sự nghiệp giảng dạy của mình, Pershing cũng học tại Trường Trung học Quốc gia (nay là Truman State University) tại Kirksville, Missouri, từ đó ông tốt nghiệp năm 1880 với bằng cử nhân về khoa học về sư phạm. Hai năm sau, ông nộp đơn lên Học viện Quân sự Hoa Kỳ. Pershing sau đó thừa nhận rằng phục vụ trong quân đội chỉ là ưu tiên thứ hai sau nhập học tại West Point, và ông đã áp dụng vì giáo dục cung cấp là tốt hơn so với có thể có được ở vùng nông thôn Missouri.

## Trường quân sự West Point
Pershing học tại West Point vào mùa thu năm 1882. Pershing tốt nghiệp vào mùa hè năm 1886 đứng thứ 30 trong lớp 77, và được bổ nhiệm làm trung úy, ông được Hiệu trưởng West Point, Tướng Wesley Merritt khen ngợi, Pershing sẽ sớm trở thành một sĩ quan xuất sắc. Pershing một thời gian ngắn kiến nghị quân đội để cho ông nghiên cứu pháp luật. Ông cũng xem xét việc tham gia cùng một số bạn cùng lớp để theo đuổi phát triển một dự án thủy lợi ở Oregon.

## Sự nghiệp sớm
Vào ngày 30 tháng 9 năm 1886, Pershing phục vụ tại Sư Đoàn kỵ binh số 6 của Hoa Kỳ đóng tại Fort Bayard, thuộc Lãnh thổ New Mexico. Pershing đã tham gia vào một số chiến dịch và được tặng thưởng vì sự dũng cảm đối với các hành động chống lại Apache. Trong thời gian ở Fort Stanton, Pershing và những người bạn thân Trung úy Julius Penn và Trung úy Richard B được đặt biệt danh là "The Three Green P's", và dành thời gian giải trí của họ để săn bắn và tham dự các điệu nhảy Tây Ban Nha. Chị gái của Pershing, Grace kết hôn với Paddock vào năm 1890.
Giữa năm 1887 và 1890, Pershing phục vụ tại Sư Đoàn kỵ binh số 6 tại nhiều địa điểm khác nhau ở California, Arizona và Bắc Dakota. Ông cũng trở thành một chuyên gia trinh sát và vào năm 1891, được xếp hạng nhì về bắn khẩu súng lục và thứ năm về bắn súng trường trong số tất cả binh sĩ trong Quân đội Hoa Kỳ.
Vào ngày 9 tháng 12 năm 1890, Pershing và Sư Đoàn kỵ binh số 6 đến thành phố Sioux, Iowa, nơi Pershing đóng một vai trò trong việc trấn áp những cuộc nổi dậy cuối cùng của người da đỏ Lakota (Sioux). Mặc dù ông và đơn vị của ông không tham gia vào các vụ thảm sát, họ đã chiến đấu ba ngày khi các chiến binh Sioux tấn công toa xe cung cấp vật tư của Sư Đoàn kỵ binh số 6. Khi các chiến binh Sioux bắt đầu tấn công vào toa xe, Pershing và quân đội của ông đã cưỡi hơn sáu dặm đến vị trí của vụ tấn công. Kỵ binh bắn vào các chiến binh Sioux, khiến họ rút lui.
Vào tháng 9 năm 1891, ông được bổ nhiệm làm Giáo sư Khoa học Quân sự và Chiến thuật tại Đại học Nebraska-Lincoln, vị trí ông giữ cho đến năm 1895. Trong khi thực hiện nhiệm vụ này, Pershing đã theo học Đại học Luật năm 1893. Ông thành lập một đội thao diễn của các sinh viên đại học, Đội A. Vào tháng 3 năm 1892, đã giành được giải trong cuộc thi thao diễn đầu tiên ở Omaha, Nebraska. Vào ngày 2 tháng 10 năm 1894, cựu thành viên của Đội A đã thành lập một đội thao diễn quân sự có tên là Varsity Rifles. Nhóm này đổi tên thành nhóm Súng trường Pershing năm 1895 để vinh danh người cố vấn và người bảo trợ. Pershing duy trì mối quan hệ chặt chẽ với Pershing Rifles trong suốt quãng đời còn lại của mình.
Ngày 20 tháng 10 năm 1892, Pershing được thăng chức lên trung úy và năm 1895 nắm quyền chỉ huy Trung Đoàn Kỵ Binh số 10, một trong những trung đoàn Buffalo nguyên thủy gồm các binh sĩ người Mỹ gốc Phi dưới sự chỉ huy của các sĩ quan da trắng. Từ Fort Assinniboine ở phía bắc trung tâm Montana, ông chỉ huy Trung Đoàn Kỵ Binh số 10 về phía nam và tây nam trục xuất một số lượng lớn người da đỏ Cree đến Canada.

## Giảng viên West Point
Năm 1897, Pershing được bổ nhiệm làm giảng viên chiến thuật tại Trường West Point với tư cách là một người hướng dẫn. Vì tính nghiêm khắc và cứng rắn của ông, Pershing không được lòng các học viên, người ta gọi ông với biệt danh là "Nigger Jack" vì hoạt động của ông với Sư Đoàn kỵ binh số 6.
Trong suốt quá trình giảng dạy tại Học viện, biệt danh này dịu lại thành "Black Jack", mặc dù, theo Vandiver, "ý định vẫn còn thù địch." Tuy nhiên, biệt danh này sẽ gắn bó với Pershing trong suốt quãng đời còn lại của anh, và được công chúng biết đến đầu năm 1917.

## Cuộc chiến tranh với Tây Ban Nha
Vào lúc bắt đầu cuộc chiến tranh Tây Ban Nha - Mỹ, Trung úy Pershing phục vụ cho Sư đoàn kỵ binh số 10; ông đã chiến đấu tại Kettle và Đồi San Juan ở Cuba, và biểu dương cho sự dũng cảm. Năm 1919, ông được trao huân chương Silver Citation Star cho những hành động này. Pershing cũng tham gia trong cuộc bao vây và đầu hàng của Tây Ban Nha tại Santiago de Cuba.
Vào tháng 3 năm 1899, sau khi bị sốt rét, Pershing được giao nhiệm vụ của Cục Hải quan và Nội vụ, giám sát lực lượng chiếm đóng ở các vùng lãnh thổ đã dành được trong cuộc chiến tranh Tây Ban Nha - Mỹ, bao gồm Cuba, Puerto Rico, Philippines và Guam. Ông được giao nhiệm vụ mới vào ngày 6 tháng 6 năm 1899, lần này là trợ lý tham mưu.
Khi chiến tranh Philippines-Mỹ bắt đầu, Pershing báo cáo tình hình Manila vào ngày 17 tháng 8 năm 1899, và giao cho Bộ phận quản lý Mindanao và Jolo, ông chỉ huy các nỗ lực để ngăn chặn cuộc nổi dậy Philippines. Ông được vinh danh vì hành động dũng cảm trên sông Cagayan trong khi cố gắng phá hủy một thành trì của Philippines tại Macajambo.
Vào ngày 30 tháng 6 năm 1901, Pershing trở lại với cấp bậc của đội trưởng trong Quân đội. Ông phục vụ dưới Trung đoàn Kỵ binh số 1 ở Philippines. Sau đó ông được điều vào Trung Đoàn Kỵ Binh số 15, với nhiệm vụ là một viên chức tình báo và tham gia các hành động chống lại người Moros. Ông được vinh danh vì lòng dũng cảm ở Hồ Lanao. Vào tháng 6 năm 1901, ông là quản lý Trại Vicars ở Lanao, Philippines.

## Thăng tiến
Vào tháng 6 năm 1903, Pershing được lệnh trở về Hoa Kỳ. Tổng thống Theodore Roosevelt, ấn tượng với khả năng của Pershing, kiến nghị thăng hàm đại tá cho Pershing. Vào thời điểm đó, Việc thăng hàm quân đội chủ yếu dựa vào thâm niên chứ không phải khả năng, và mặc dù có sự thừa nhận rộng rãi rằng Pershing xứng đáng với chức danh đại tá. Tổng tham mưu quân đội đã từ chối thay đổi truyền thống. Điều này khiến Roosevelt tức giận, nhưng Tổng thống chỉ có thể thăng cấp với các sĩ quan quân đội ở cấp bậc tướng, nên đề nghị thăng hàm cho Pershing bị hạn chế.
Năm 1904, Pershing được bổ nhiệm làm Trợ lý Trưởng bộ phận Quân đội Tây Nam đóng quân tại Oklahoma.
Vì Roosevelt không thể thăng hàm cho Pershing, ông đã kiến nghị Quốc hội Hoa Kỳ cho phép Pershing được đóng vai trò tùy viên quân sự ở Tokyo năm 1905. Cũng vào năm 1905, Pershing kết hôn với Helen Frances Warren, con gái của Thượng nghị sĩ Hoa Kỳ Francis E. Warren, một người Cộng hòa, đã phục vụ vào những thời điểm khác nhau với tư cách là Chủ tịch Ủy ban Quân sự và Ủy ban phân bổ. Hôn nhân với con gái của một chính trị gia mạnh mẽ, cuối cùng Pershing cũng đã nhận được Huân chương Danh dự trong cuộc nội chiến Mỹ tiếp tục đã hỗ trợ sự nghiệp của Pershing ngay cả sau khi vợ ông qua đời vào năm 1915.
Sau khi phục vụ như một tùy viên quân sự trong cuộc chiến tranh Nga-Nhật gắn liền với quân đội của Tướng quân Kuroki Tamemoto ở Mãn Châu từ tháng 3 đến tháng 9 năm 1905. Pershing trở về Hoa Kỳ vào mùa thu năm 1905. Tổng thống Roosevelt sử dụng quyền hành để bổ nhiệm Pershing làm thiếu tướng, một động thái mà Quốc hội đã thông qua. Trong bổ nhiệm vượt cấp đã dẫn đến cáo buộc rằng việc bổ nhiệm Pershing là kết quả cho liên minh chính trị mà không phải năng lực quân sự của Pershing.
Năm 1908, Pershing đã phục vụ một thời gian ngắn với tư cách là một tùy viên quân sự của Mỹ ở Balkans. Khi trở về Hoa Kỳ vào cuối năm 1909, Pershing được giao nhiệm vụ tại Philippines cho đến năm 1913. Trong khi ở Philippines, ông từng là Tư lệnh của Fort McKinley, gần Manila, và cũng là thống đốc tỉnh Moro. Đứa con út của Pershing được sinh ra ở Philippines, và trong thời gian này, ông trở thành tín đồ của Giáo hội Episcopal.
Năm 1913 Pershing được đề cử cho Huân chương Danh dự sau những chiến công của mình trong Trận Bud Bagak. Năm 1940, Pershing nhận huân chương Thập tự cho chiến công của mình tại Bud Bagsak do Tổng thống Franklin D. Roosevelt trao tặng.

## Gia đình
Ngày 20 tháng 12 năm 1913, Pershing nhận lệnh chỉ huy Lữ đoàn 8 tại Presidio, San Francisco. Với căng thẳng ngày càng cao tại biên giới giữa Hoa Kỳ và Mexico, lữ đoàn đã được triển khai đến Fort Bliss, Texas vào ngày 24 tháng 4 năm 1914.

### Cái chết của vợ và con

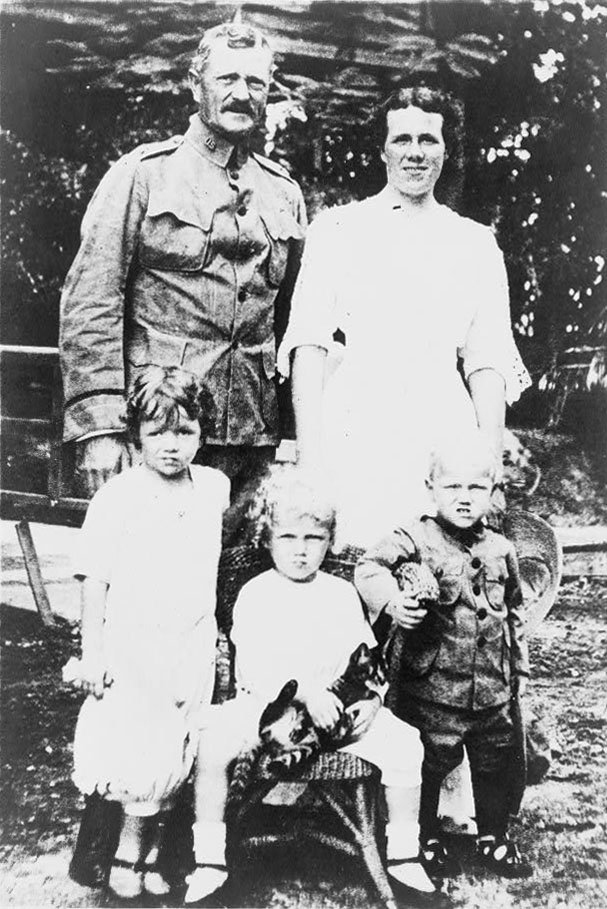
John Joseph Pershing và gia đình

Sau một năm ở Fort Bliss, Pershing quyết định đưa gia đình đến đó. Sự sắp xếp gần như hoàn tất, vào sáng ngày 27 tháng 8 năm 1915, ông nhận được một bức điện báo là một đám cháy ở Presidio, San Francisco, nơi một tầng chứa sơn bị cháy và ngọn lửa lan nhanh, dẫn đến cái chết do ngạt khói của vợ ông và ba cô con gái nhỏ, Mary, 3 tuổi, Anne, 7 tuổi, và Helen, 8 tuổi. Chỉ có đứa con trai 6 tuổi của ông là Francis Warren sống sót. Sau đám tang tại nghĩa trang Lakeview ở Cheyenne, Wyoming, Pershing trở lại Fort Bliss cùng với con trai, Warren, và em gái May, và tiếp tục nhiệm vụ của mình với tư cách là sĩ quan chỉ huy.

### Mối quan hệ với Nita Patton
Hai năm sau cái chết của vợ và con, Pershing đã có tình cảm với Anne Wilson "Nita" Patton, em gái của, George S. Patton. Pershing gặp bà khi bà tới Fort Bliss để thăm anh trai, và George S. Patton giới thiệu họ với nhau. Pershing và Nita Patton nhanh chóng bắt đầu một mối quan hệ; Tuy nhiên năm 1917, hai người đã chấm dứt mối quan hệ khi Pershing ở Pháp trong Thế chiến thứ nhất. Nita Patton chưa bao giờ kết hôn, và Pershing cũng không bao giờ tái hôn.

## Thế chiến lần 1
Khi bắt đầu sự tham gia của Hoa Kỳ trong Thế chiến thứ nhất, Tổng thống Woodrow Wilson xem xét huy động một đội quân tham gia cuộc chiến. Frederick Funston, cấp trên của Pershing ở Mexico, đang được xem xét cho vị trí Tư lệnh Lực lượng viễn chinh Mỹ (AEF) tuy nhiên ông qua đời đột ngột vì đau tim vào ngày 19 tháng 2 năm 1917. Pershing là ứng cử viên thay thế Funston. Ông được chính thức bổ nhiệm vào ngày 10 tháng 5 năm 1917, và giữ chức vụ này cho đến năm 1918. Vào ngày 6 tháng 10 năm 1917, Pershing được thăng trung tướng ba sao. Với tư cách là chỉ huy của AEF, Pershing chịu trách nhiệm tổ chức, huấn luyện và phát triển một lực lượng quân đội chuyên nghiệp đã từ 27.000 binh sĩ thiếu kinh nghiệm đến khi chiến tranh kết thúc, tổng cộng hơn hai triệu binh sĩ.
Pershing toàn quyền kiểm soát lực lượng của mình, với sự ủng hộ đầy quyền lực từ Tổng thống Woodrow Wilson và Bộ trưởng Chiến tranh Newton D. Baker. Baker Đổi lại, Pershing đã thực hiện một cách cẩn thận đặc quyền của mình, không tham gia vào chính trị hay tranh chấp về chính sách của chính phủ có thể khiến ông mất tập trung vào nhiệm vụ của mình.
George Marshall là một trong những trợ lý hàng đầu của Pershing trong và sau chiến tranh. Trưởng trợ lý của Pershing là James Harbord làm trợ lý cho Pershing trong nhiều năm và vẫn cực kỳ trung thành với ông. Sau khi khởi hành từ Fort Jay tại đảo Governors ở New York, dưới sự bảo mật hàng đầu vào tháng 5 năm 1917, Pershing đến Pháp vào tháng 6 năm 1917.

### Trận Hamel
Lần đầu tiên trong lịch sử nước Mỹ, Pershing cho phép binh sĩ Mỹ chịu sự chỉ huy của một cường quốc nước ngoài. Vào cuối tháng 6, Tướng Rawlinson, chỉ huy Quân đội số 4 của Anh, đề nghị với Trung tướng Úc John Monash rằng sự tham gia của Mỹ trong một cuộc tấn công tổng hợp cùng những người Úc giàu kinh nghiệm trong trận Hamel sắp tới sẽ mang lại cho quân đội Mỹ kinh nghiệm và tăng cường sức tấn công.
Vào ngày 29 tháng 6 năm 1917, Tướng Bell, chỉ huy Sư Đoàn 33 của Mỹ, đã chọn hai đơn vị từ các trung đoàn 131 và 132 của lữ đoàn 66. Monash đã được hứa hẹn với sự tham gia của mười đơn vị quân đội Mỹ và vào ngày 30 tháng 6, các đơn vị còn lại của các tiểu đoàn 1 và 2 của trung đoàn 131 đã được gửi đi.
Một ngày trước khi cuộc tấn công bắt đầu, Pershing đã đọc được kế hoạch và ra lệnh rút 6 đơn vị lính Mỹ. Trong khi một vài lính Mỹ, gắn bó với Tiểu đoàn 42, không vâng theo mệnh lệnh, phần lớn, mặc dù thất vọng đã chấp nhận lùi lại. Điều này có nghĩa là các tiểu đoàn phải sắp xếp lại các đội hình tấn công và làm giảm nghiêm trọng quy mô của lực lượng Đồng minh. Ví dụ, Lữ đoàn 11 hiện đang tấn công với 2.200 người thay vì 3.000 người. Có một cuộc gọi vào phút chót để rút tất cả quân đội Mỹ khỏi cuộc tấn công, nhưng Tướng Monash, phản đối Rawlinson và nhận được sự ủng hộ từ Nguyên soái Douglas Haig, chỉ huy lực lượng viễn chinh Anh. Bốn đơn vị quân đội Mỹ đã gia nhập với người Úc trong cuộc tấn công đã bị rút khỏi trận chiến và trở về trung đoàn của họ, có được kinh nghiệm quý báu. Monash gửi Bell lời cảm ơn cá nhân của mình, ca ngợi sự dũng cảm của người Mỹ, trong khi Pershing đưa ra những chỉ dẫn rõ ràng để đảm bảo rằng quân đội Mỹ sẽ không được sử dụng một cách tương tự nữa.

### Đơn vị người Mỹ gốc Phi
Dưới sự kiểm soát với quân đội, Pershing tôn trọng các chính sách chủng tộc của Tổng thống Woodrow Wilson, Bộ trưởng Chiến tranh Newton D. Baker, và đảng Dân chủ, đã thúc đẩy học thuyết "riêng biệt nhưng bình đẳng". Các đơn vị người Mỹ gốc Phi "Buffalo Soldiers" không được phép tham gia Lực lượng viễn chinh Mỹ (AEF) trong Thế chiến thứ nhất, nhưng các sĩ quan chưa có kinh nghiệm đã được giao cho các đơn vị người da đen khác để phục vụ chiến đấu - như Tiểu đoàn Kỹ sư 317. Những người lính da đen của Sư Đoàn 92 và 93 là những người lính Mỹ đầu tiên chiến đấu ở Pháp vào năm 1918 dưới sự chỉ huy của Pháp khi Pershing tách họ ra khỏi AEF. Hầu hết các trung đoàn của 92 và tất cả các 93 sẽ tiếp tục chiến đấu dưới sự chỉ huy của Pháp trong thời gian chiến tranh.

## Thế chiến thứ nhất: 1918 và sự tham gia đầy đủ của Mỹ

John J. Pershing

Đầu năm 1918, toàn bộ sư đoàn đã bắt đầu phục vụ trên tuyến đầu cùng với quân đội Pháp. Pershing khăng khăng rằng AEF cũng như các đơn vị dưới quyền chỉ huy của Mỹ là một lực lượng độc lập thay vì bị chia ra bởi các tiểu đoàn để tăng cường các trung đoàn và lữ đoàn Anh và Pháp.
Lực lượng Mỹ lần đầu tiên hành động độc lập trong mùa hè năm 1918, đóng góp tám đơn vị lớn, cùng với 24 sư đoàn Pháp, trong Trận chiến thứ hai của Marne. Cùng với chiến thắng của Quân đội số bốn của Anh tại Amiens, chiến thắng của Đồng minh trong Trận chiến thứ hai của Marne đánh dấu bước ngoặt của Thế chiến thứ nhất trên Mặt trận phía Tây.
Vào tháng 8 năm 1918, đội Quân đầu tiên của Hoa Kỳ đã được thành lập, dưới quyền chỉ huy trực tiếp của Pershing và sau đó là Trung tướng Liggett, khi đội Quân thứ hai của Hoa Kỳ dưới thời Trung tướng Robert Bullard được thành lập. Sau chiến thắng nhanh chóng tại Saint-Mihiel, phía đông Verdun, một số chỉ huy AEF lạc quan hơn đã hy vọng tiến về phía đông tới Metz, nhưng điều này không phù hợp với kế hoạch của Tư lệnh Tối cao Đồng minh, Marshal Foch. Thay vào đó, AEF được yêu cầu tái triển khai và được hỗ trợ bởi các xe tăng Pháp, đã phát động một cuộc tấn công lớn về phía bắc trong địa hình rất khó khăn tại Meuse-Argonne.
Cuộc tấn công được đánh dấu bởi thất bại Pershing, đặc biệt là sự phụ thuộc vào tập trung tấn công bộ binh với sự hỗ trợ của pháo binh nhỏ đã dẫn đến tỷ lệ thương vong cao. Mặc dù AEF chỉ đối mặt với quân đội Đức lần hai sau quyết định của Erich Ludendorff, Tham mưu trưởng Đức, rút lui khỏi tuyến Hindenburg vào ngày 3 tháng 10 và tương phản đáng chú ý với sự đột phá đồng thời của Anh trong tuyến Hindenburg. Sau đó, Pershing buộc phải tổ chức lại AEF với việc thành lập đội quân thứ hai và từ chức chỉ huy của đội quân đầu tiên.
Một số nhà sử học đã suy đoán rằng sự thất vọng của Pershing trong tiến trình chậm chạp thông qua Argonne là nguyên nhân của hai sự cố sau đó xảy ra sau đó.
Đầu tiên, Pershing ra lệnh cho Đội quân đầu tiên của Hoa Kỳ lấy "danh dự" bằng việc chiếm lại Sedan, địa điểm thất bại của Pháp vào năm 1870; sự nhầm lẫn tiếp theo đã khiến quân đội Mỹ gặp nguy hiểm không chỉ từ phía Pháp, mà còn từ phía khác. Liggett, người đã rời khỏi tổng hành dinh ngày hôm trước, phải giải quyết mớ hỗn độn và thực hiện các chỉ thị từ Bộ Tư Lệnh Tối Cao Đồng Minh, Nguyên soái Foch, cho phép người Pháp chiếm lại thành phố; sau đó ông ta đã ghi lại rằng đây là lần duy nhất trong cuộc chiến mà ông ta mất bình tĩnh.
Thứ hai, Pershing gửi một bức thư không được yêu cầu đến Hội đồng Chiến tranh Tối cao Đồng minh, yêu cầu đình chiến của người Đức không được chấp thuận và thay vào đó, các Đồng Minh nên đẩy mạnh tấn công và có được sự đầu hàng vô điều kiện của Đức. Mặc dù trong những năm sau đó, nhiều người, trong đó có Tổng thống Franklin D. Roosevelt, cảm thấy rằng Pershing đã chính xác, vào thời điểm đó, đây là một sự vi phạm liên quan đến thẩm quyền. Pershing nhận sự khiển trách nghiêm trọng từ phụ tá của Wilson, "Đại tá" Edward M. House, và sau đó đã phải xin lỗi.
Thành công của Mỹ phần lớn được có công của Pershing, và ông trở thành nhà lãnh đạo nổi tiếng nhất của nước Mỹ trong chiến tranh. Tuy nhiên, các nhà phê bình, tuyên bố rằng Pershing đã chỉ huy từ đằng sau và chỉ trích những người chỉ huy, những người đã dẫn quân trong chiến trường. MacArthur cho rằng Pershing là một người lính trên bàn giấy, và mối quan hệ giữa hai người xấu đi khi kết thúc chiến tranh.
Pershing đã ra mệnh lệnh gây tranh cãi khi cho quân đội tiếp tục chiến đấu sau khi cuộc đình chiến được ký kết. Điều này dẫn đến 3.500 thương vong cho lính Mỹ vào ngày cuối cùng của cuộc chiến, một hành động được coi là giết người bởi một số sĩ quan dưới sự chỉ huy của ông.
Năm 1918 Pershing bị bệnh trong đại dịch cúm năm 1918, nhưng không giống như nhiều người không may mắn khác, Pershing sống sót.

## Những năm cuối
Năm 1919, để công nhận chiến công của ông trong Thế chiến thứ nhất, Quốc hội Hoa Kỳ đã ủy quyền cho Tổng thống tiến hành phong cho ông làm Đại thống tướng Hoa Kỳ, cấp bậc cao nhất lực lượng vũ trang Hoa Kỳ.
Đã có một phong trào để ủng hộ Pershing làm ứng cử viên tổng thống vào năm 1920; ông từ chối, nhưng chỉ ra rằng ông "sẽ không từ chối phục vụ" nếu có người muốn ông phục vụ. Mặc dù Pershing thuộc đảng Cộng hòa, nhiều thượng nghị sĩ cho rằng ông đã ủng hộ nhiều chính sách của Tổng thống Đảng Dân chủ Wilson.
Năm 1921, Pershing trở thành Tham Mưu Trưởng Quân Đội Hoa Kỳ, phục vụ trong ba năm. Ông đã tạo ra Bản đồ Pershing, một mạng lưới quốc gia về đường cao tốc quân sự và dân sự được đề xuất. Hệ thống Xa lộ liên tiểu bang được thiết lập vào năm 1956 có sự tương đồng đáng kể với bản đồ Pershing. Vào ngày sinh nhật lần thứ 64 của mình, ngày 13 tháng 9 năm 1924, Pershing đã nghỉ hưu.
Vào ngày 1 tháng 11 năm 1921, Pershing đã ở thành phố Kansas để tham gia lễ khởi công cho Đài tưởng niệm Tự do đang được xây dựng ở đó. Cũng có mặt ngày hôm đó là Trung tướng Baron Jacques của Bỉ, Đô đốc David Beatty của Vương quốc Anh, Nguyên soái Ferdinand Foch của Pháp, và Tướng Armando Diaz của Ý. Một trong những diễn giả chính là Phó Tổng thống Calvin Coolidge. Năm 1935, các tác phẩm điêu khắc về Pershing, Jacques, Foch và Diaz của nhà điêu khắc Walker Hancock đã được thêm vào đài tưởng niệm. Pershing cũng đặt nền tảng của Đài tưởng niệm Chiến tranh Thế giới tại Indianapolis vào ngày 4 tháng 7 năm 1927.
Năm 1924, Pershing trở thành một thành viên của Hiệp hội Pennsylvania. Ông cũng là một thành viên danh dự của Hiệp hội Cincinnati và là một người đồng hành kỳ cựu của Bộ quân sự của các cuộc chiến tranh nước ngoài.
Năm 1940, trước và sau khi Pháp sụp đổ, Pershing là một người ủng hộ thẳng thắn về viện trợ cho Vương quốc Anh trong Thế chiến II. Vào tháng 8 năm 1940, ông đã công khai ủng hộ việc Hoa Kỳ bán năm mươi tàu chiến từ Thế chiến I cho Anh đổi lấy việc thuê đất lâu dài trên các thuộc của Anh, thành lập căn cứ quân sự của Mỹ
Ngày 15 tháng 7 năm 1948, Pershing chết vì bệnh động mạch vành và suy tim tại Bệnh viện Đa khoa Walter Reed ở Washington. Sau đám tang cấp nhà nước, ông được chôn cất tại Nghĩa trang Quốc gia Arlington.